# 膨胀微蟹蛛
膨胀微蟹蛛（学名：Lysiteles inflatus）为蟹蛛科微蟹蛛属的动物。在中国大陆，分布于湖北等地。该物种的模式产地在湖北巴东、鹤峰。
其种加词“Inflatus”意为“膨胀的”。